# Szent Gyárfás és Protáz
Szent Gyárfás és Protáz, más néven Szent Gerváz és Protáz, olaszul: San Gervaso e Protaso, (2. század vége körül - Milánó, 250 körül) szentté avatott vértanúk. Vértanúságukról, mint a római katolikus egyház, mind az ortodox kereszténység megemlékezik.

## Életük
Életükről nem sokat lehet tudni. A 6. században írt legendájuk szerint Szent Vitális és Szent Valéria ikergyermekeiként születtek. Szüleik halálát követően a tőlük örökölt vagyont szétosztották a szegények között és tíz éven keresztül csendes visszavonultságban, elmélkedésben éltek. Egy alkalommal feljelentették őket, azzal a váddal, hogy keresztények – abban a korban ez bűnnek számított a római birodalomban –, emiatt próbatétel elé állították őket. Mivel mindketten megtagadták, hogy áldozzanak a római isteneknek, büntetésül halálra ítélték őket. Gyárfást halálra ostorozták, Protázt pedig lefejezték.
Egy másik legendájuk szerint – mely a 11. században született – szüleiket és őket magukat is a később szentté avatott Caius püspök térítette meg, és Néró császár idejében – vagyis az 50-60-as évek táján – váltak vértanúkká. Ez a legenda viszont feltehetőleg téves, legalábbis az egyháztörténészek valószínűbbnek tartják, hogy vértanúságuk inkább Decius vagy Valerianus császárok idejében – vagyis a 250-es évek körül – történt.

## Ereklyéik megtalálása és átvitele
A római hagyomány szerint a kivégzettek tetemeit ott temették el, ahol a vértanúságuk megtörtént. Szent Ambrus 386-ban indított kutatást Gyárfás és Protáz maradványai után, melyeket a Szent Nabor és Félix bazilika közelében meg is talált. 386. június 19-én a szentek maradványait ünnepélyesen átvitték az akkor elkészült, ma nevén Szent Ambrus bazilikába. Ez az esemény liturgia-történeti szempontból azért lényeges, mert ez lett az ereklyék átvitele szertartás liturgikus mintája. 

## Fordítás
- Ez a szócikk részben vagy egészben  a   Gervasius and Protasius című angol Wikipédia-szócikk fordításán alapul.  Az eredeti cikk szerkesztőit annak laptörténete sorolja fel. Ez a jelzés csupán a megfogalmazás eredetét és a szerzői jogokat jelzi, nem szolgál a cikkben szereplő információk forrásmegjelöléseként.